# I racconti del West
I racconti del West (Dick Powell's Zane Grey Theatre) è una serie televisiva statunitense in 146 episodi trasmessi per la prima volta nel corso di 5 stagioni dal 1956 al 1961. È conosciuta anche come Zane Grey Theatre e The Westerners.

## Trama
È una serie televisiva di tipo antologico in cui ogni episodio rappresenta una storia a sé. Gli episodi sono storie di genere western, e vengono presentati da Dick Powell.

## Guest star
Denver Pyle, David Niven, Ben Cooper, Russ Conway, Walter Coy, Joan Crawford, Edward G. Robinson, Claudette Colbert, Sammy Davis, Jr., Robert Harland, Hedy Lamarr, Patrick McVey, Tyler McVey, John Pickard, Paul Stader, Danny Thomas, Esther Williams, Jack Lemmon, Barbara Stanwyck, Ginger Rogers, Scott Marlowe, Robert F. Simon, e, in un episodio, Ray Collins, Ronald e Nancy Reagan.

## Produzione
La serie fu prodotta da Four Star Productions, Pamric Productions e Zane Grey Enterprises e girata a in California.
Zane Grey Theatre fu creata da Luke Short e Charles A. Wallace. La serie era originariamente basata sui racconti e i romanzi di Zane Grey, ma con la continuazione delle stagioni fu utilizzato nuovo materiale. Aaron Spelling, che in seguito divenne un noto produttore di Hollywood, scrisse venti episodi. Ogni episodio si apre con un preludio seguito dall'introduzione, il colpo di una pistola, con la proclamazione: ""From out of the West, Dick Powell's Zane Grey Theatre". Gran parte della colonna sonora è stata composta da Herschel Burke Gilbert.
Powell apparve come vari personaggi in 15 dei 149 episodi della serie oltre a presentare tutti gli episodi. La serie debuttò con il primo episodio, della durata di 30 minuti, venerdì 5 ottobre 1956 e durò fino alla fine della stagione 1960-1961, quando Powell passò alla NBC per una nuova serie antologica intitolata The Dick Powell Show, che continuò fino a poco dopo la morte di Powell.

### Registi
Tra i registi della serie sono accreditati:
- John English (23 episodi, 1956-1959)
- James Sheldon (9 episodi, 1957-1959)
- William D. Faralla (7 episodi, 1958-1960)
- Robert Florey (6 episodi, 1956-1960)
- Robert Gordon (6 episodi, 1958)
- David Lowell Rich (6 episodi, 1959-1961)
- Felix E. Feist (5 episodi, 1956-1957)
- Christian Nyby (5 episodi, 1957-1958)
- Budd Boetticher (4 episodi, 1960-1961)
- Bernard Girard (3 episodi, 1956)
- Alvin Ganzer (3 episodi, 1957-1959)
- Sam Peckinpah (3 episodi, 1959-1960)
- Don Taylor (3 episodi, 1961)
- Lewis Allen (2 episodi, 1957-1961)
- Arthur Hiller (2 episodi, 1957)
- Louis King (2 episodi, 1957)
- David Niven (2 episodi, 1958-1960)
- Jerry Hopper (2 episodi, 1958-1959)
- Robert Ellis Miller (2 episodi, 1960-1961)
- Dick Moder (2 episodi, 1960-1961)
- Tom Gries (2 episodi, 1960)
- Otto Lang (2 episodi, 1960)
- Don Medford (1 episodio, 1959)
- Mark Sandrich Jr. (1 episodio, 1959)
- Abner Biberman (1 episodio, 1960)

## Distribuzione
La serie fu trasmessa negli Stati Uniti dal 1956 al 1961 sulla rete televisiva CBS. È stata poi pubblicata in DVD negli Stati Uniti dalla VCI Entertainment nel 2009.
Alcune delle uscite internazionali sono state:
- negli Stati Uniti il 5 ottobre 1956 (Dick Powell's Zane Grey Theatre o Zane Grey Theatre)
- in Germania Ovest il 31 agosto 1967 (Abenteuer im wilden Westen)
- in Spagna (Zane Grey)

## Spin-off
Dick Powell's Zane Grey Theatre produsse ben sei spin-off, tutte serie televisive:
- Trackdown (dall'episodio Badge of Honor) con Robert Culp nel ruolo del Texas Ranger Hoby Gilman, sulla CBS.
- Johnny Ringo (dall'episodio Man Alone), con Don Durant, sulla CBS.
- The Rifleman (dall'episodio The Sharpshooter) con Chuck Connors nel ruolo di Lucas McCain,  sulla ABC.
- Carovana (Stagecoach West) con Wayne Rogers e Robert Bray sulla ABC.
- The Westerner (dall'episodio Trouble at Tres Cruces), con Brian Keith nel ruolo di Dave Blassingame, sulla NBC.
- Black Saddle (dall'episodio Threat of Violence) con Peter Breck nel ruolo di Clay Culhan), sulla NBC.

## Episodi
| Stagione         | Episodi | Prima TV originale |
| ---------------- | ------- | ------------------ |
| Prima stagione   | 29      | 1956-1957          |
| Seconda stagione | 29      | 1957-1958          |
| Terza stagione   | 29      | 1958-1959          |
| Quarta stagione  | 29      | 1959-1960          |
| Quinta stagione  | 30      | 1960-1961          |